# المقلوع (إب)

تعديل مصدري - تعديل

المقلوع هي إحدى قرى عزلة ميتم بمديرية إب التابعة لمحافظة إب، بلغ تعداد سكانها 1572 نسمة حسب تعداد اليمن لعام 2004.